# Trentham, Victoria
Trentham är en ort i Australien. Den ligger i kommunen Hepburn och delstaten Victoria, omkring 74 kilometer nordväst om delstatshuvudstaden Melbourne. Trentham ligger 703 meter över havet och antalet invånare är 629.
Närmaste större samhälle är Daylesford, omkring 17 kilometer väster om Trentham.
I omgivningarna runt Trentham växer i huvudsak städsegrön lövskog. Runt Trentham är det glesbefolkat, med 10 invånare per kvadratkilometer. Genomsnittlig årsnederbörd är 782 millimeter. Den regnigaste månaden är juli, med i genomsnitt 92 mm nederbörd, och den torraste är januari, med 22 mm nederbörd.